# Harpetida
Gli Harpetida sono un ordine di trilobiti comparsi nel Furongiano (Cambriano Inferiore) e si estinsero nel Frasniano (Devoniano Superiore).

## Descrizione
Il loro cephalon è circondato da un bordo semicircolare con piccoli fori , tengono spine geniali molto sviluppate. I loro occhi sono piccoli, ridotti a tubercoli e dotati di creste forti che si estendono fino alla gabella. 
Gli Harpetida sono micropigi e hanno 12 o più segmenti toracici.

## Classificazione
Famiglie e generi:
- Entomaspididae
  - Baikadamaspis
  - Entomaspis (=Hypothetica)
- Harpetidae
  - Arraphus
  - Bohemoharpes (=Declivoharpes; =Unguloharpes)
  - Bowmania
  - Brachyhipposiderus
  - Conococheaguea
  - Dolichoharpes
  - Dubhglasina (=Australoharpes; Sinoharpes)
  - Eoharpes (/Harpina)
  - Eotrinucleus
  - Harpes (=Helioharpes; Reticuloharpes)
  - Heterocaryon
  - Hibbertia (/Platyharpes; Harpesoides; Metaharpes; Paraharpes; Thorslundops; Wegelinia)
  - Kathrynia
  - Kielania (=Lowtheria)
  - Lioharpes (=Fritchaspis)
  - Paleoharpes
  - Scotoharpes (=Aristoharpes; Selenoharpes).
- Harpididae
  - Chencunia
  - Dictyocephalites
  - Fissocephalus
  - Harpides
  - Harpidoides
  - Kitatella
  - Loganopeltis
  - Loganopeltoides
  - Metaharpides
  - Paraharpides
  - Pscemiaspis

L'ordine dei Harpetida, prima del 2002, era considerato un sottordine dei Ptycoparida col nome di Harpina.